# مشروع دستور 1960 في السعودية
مشروع دستور 1960 أو مسودة النظام الأساسي للحكم هو مشروع دستور (نظام أساسي) للمملكة العربية السعودية اقترح هذا المشروع من قبل الأمير طلال بن عبد العزيز آل سعود رئيس حركة الأمراء الأحرار في عام 1958، ووضعت أول مسودة لمشروع الدستور في عام 1960 اللتي وضعها مجموعة من القانونيين المصريين تحت إشراف الأمير طلال بن عبد العزيز آل سعود، لكن نتيجة لصراع السلطة بين سعود و فيصل أجهض وألغي هذا المشروع.

## خلفية
في فترة مملكة الحجاز وسلطنة نجد وملحقاتها صدرت التعليمات الأساسية للمملكة الحجازية في أغسطس 1926 وهي بمثابة الدستور لكنها لم تطبق إلا في الجزء الحجازي لأن الدولة كانت اتحاد شخصي تحت حكم عبد العزيز آل سعود، وألغي العمل به بناء على المرسوم الملكي الصادر في 17 سبتمبر 1932 المكون 8 مواد القاضي بتوحيد المملكة العربية السعودية ابتداء من يوم 23 سبتمبر بناء على برقيات مرسلة إلى الملك عبد العزيز من وجهاء وأعيان من الحجاز يقترحون فيها توحيد اسم الدولة ووضع نظام أساسي للحكم (دستور) ونظام لتوارث العرش (قانون مكتوب) وقد نص المرسوم الملكي في مادته السادسة بتكليف مجلس الوكلاء (مجلس الوزراء آنذاك) بالشروع في وضع نظام أساس للمملكة (دستور) ونظام لتوارث العرش ونظام لتشكيلات الحكومة وعرضه على الملك لاستصدار امره فيه، لكن لم يتم تطبيق المادة السادسة من المرسوم الملكي ولم يوضع دستور للبلاد على الرغم من قيام مجلس الشورى في دورته المنعقده عام 1936 مـ/ 1355 هـ بإعداد مسودة للنظام الأساسي مكونه من 140 مادة وتم رفعه للملك للمصادقة عليه الا انه لم يصدر والسبب في ذلك من وجهة نظر باحثين الظروف الدولية واندلاع الحرب العالمية الثانية وعدم قدرة الدولة بسبب أواضعها المالية/الاقتصادية آنذاك على القيام بتطبيق متطلبات الدستور من برامج إنمائية وخدمات تقدمها للمواطنين، وفي عام 1962 أعلن ولي العهد ورئيس مجلس الوزراء آنذاك الأمير فيصل بن عبد العزيز آل سعود عن وضع برنامج إصلاحي مكون من 10 نقاط وقد نصت نقطته الأولى على «إصدار نظام أساسي للحكم مستمد من كتاب الله وسنة رسوله، صلى الله عليه وسلم، وسيرة الخلفاء الراشدين» لكن هذه النقطة من البرنامج الإصلاحي لم تنفذ كما هو الحال مع الوعود السابقة سواء في عهد الملك عبد العزيز أو الملك سعود

## بدايات
في 25 ديسمبر من عام 1960 أعلنت إذاعة مكة ان مجلس الوزراء السعودي وافق فعلياً على تشكيل برلمان شوروي (مجلس وطني) يُنتخب ثلثي أعضائه، ووضع مسودة للنظام الأساسي للحكم (الدستور). بيد ان الإذاعة عادت بعد ثلاثة أيام لتنفي الخبر.
كان المشروع، الذي بشّر به الملك سعود، في اولى جلسات الوزارة الجديدة، في اتفاقه مع حلفائه المؤقتين من حركة الأمراء الأحرار قد بدأ يكشف عن صعوبات تواجه تمريره.
وسُرّبت نصوص مسودة الدستور (النظام الأساسي للحكم) المؤلفة من 200 مادة من قبل الأمير طلال بن عبد العزيز آل سعود رئيس حركة الأمراء الأحرار إلى صحيفة الجريدة اللبنانية التي نشرتها بدورها كاملة في محاولة منه للضغط من جديد.

## بيان الملك خالد بعد توليه مقاليد الحكم
في مارس 1975 ألقى الأمير فهد بن عبدالعزيز ولي العهد آنذاك بيان يوضح فيه سياسة الملك خالد بن عبدالعزيز الداخلية والخارجية بعد توليه مقاليد الحكم بعد إغتيال أخيه الملك فيصل بن عبدالعزيز آل سعود، جاء فيه النص الآتي:
" ولقد حرص العاهل الراحل (فيصل بن عبدالعزيز) أن يقدم لشعبه نظامًا أساسيًا للحكم مستمدًا من كتاب الله وميادين الشريعة الإسلامية الغراء؛ ليرسي العدل قواعده، وينظم علاقة السلطة ببعضها، وصلات الحاكم بالمحكوم؛ يكون من دعائمه مجلس الشورى ليضطلع بدوره التنظيمي الهام.
وأعلن رحمه الله عن رغبته تلك وعمل لتحقيقها بتهيئة الجو الملائم لها، وشرع في مراحل التنفيذ، وشاءت إرادة الله أن يرحل عنا قبل تحقيق رغبته، وتجد حكومتنا نفسها ملزمة أمام ذكرى العاهل الراحل بإتمام ما تبقى من الشوط، وإبراز هذا العمل الهام؛ ليصبح حقيقة ترسي دعائم الاستقرار وتقوي أجهزة الحكم في بلد وصفه العاهل الراحل بقوله: إن المملكة العربية السعودية تضم شعبا مؤمنا بربه عاشقا للحرية طموحا إلى مستقبل زاهر.
ولكي تثبت دعائم النظام الأساسي للحكم على قواعد مبنية فسوف تستكمل إن شاء الله جميع الإجراءات التنفيذية؛ لوضع نظام المقاطعات موضع التنفيذ؛ ليكون هو الآخر لبنة من لبنات بنائنا الشامخ الكبير".

## في وقت لاحق
في عام 1980 شكل الملك خالد بن عبد العزيز آل سعود لجنة لوضع نظام أساسي للحكم الا ان وفاته في 1982 أجلت صدوره، ولم يصدر النظام الأساسي السعودي إلا عام 1992 في عهد الملك فهد بن عبد العزيز آل سعود بعد نهاية حرب الخليج الثانية، وفِي عام 2006 اصدر الملك عبد الله بن عبد العزيز آل سعود نظام هيئة البيعة (قانون توارث العرش).

## مسودة الدستور (النظام الأساسي) المقترح في عهد الملك سعود
ما بين 1958 - 1960
- بسم الله الرحمن الرحيم

نحن ملك المملكة العربية السعودية. إيمانًا بضرورة إرساء المجتمع السعودي على أركان ثابتة من الهدي الإسلامي، يعيش الجميع في ظله سواسية أحرارًا، ينعمون بالأمن والطمأنينة والتضافر الإجتماعي.
وامتثالًا لقوله تعالى: (وشاورهم في الأمر)، (وأمرهم شورى بينهم)، (وإذا حكمتم بين الناس أن تحكموا بالعدل)". واعتزازًا بالتراث الإسلامي وأصول الحكم في الإسلام. وتقديرًا للأمانة المقدسة التي تحملها بلادنا في خدمة المسلمين ورسالات الإسلام والعروبة والسلام. وتحقيقا للمثل العليا التي انبعث نورها من هذه الجزيرة وإعادة بناء مجد بلادنا الخالد، ورسم سبل السؤدد والعز لأبنائنا. وحرصا على متابعة النهوض ببلادنا العزيزة إجتماعيًا وثقافيًا واقتصاديًا وسياسيًا، وإعلاء ذكرها دوليًا، وتوطيد أواصر التعاون بين الشعب العربي السعودي وشعوب العالم العربي الإسلامي، ودعم التفاهم والتسامح والصداقة بين جميع الأمم. وتأمينا لأبناء أمتنا من عوادى الخوف والعوز والجهل والمرض، بإقامة نظام اقتصادي واجتماعي صالح، يحقق العدالة الاجتماعية والثقافية أسوة بما ينعم به من حقوق مدنية وسياسية، ويهيئ للمواطنين فرصا متكافئة في خيرات بلادهم.
نعلن بعون الله وهداه العمل بالأحكام التالية نظامًا أساسيًا للحكم في المملكة العربية السعودية

## الباب الأول: الدولة ونظام الحكم
مادة 1 - الدولة السعودية دولة إسلامية عربية، ذات سيادة، وشعبها جزء من الأمة العربية، ملكها لا يتجزأ ولا يجوز التخلى عن شئ منه، ونظامها ملكى وحكومتها شورية.
مادة 2- الإسلام دين الدولة، وشرعيته هي المصدر الأساسى للأنظمة.
مادة 3- اللغة العربية لغة الدولة الرسمية.
مادة 4- عرش الدولة وراثي في ذرية المغفور له الملك عبد العزيز بن عبد الرحمن آل سعود، وينظم توارثه نظام خاص لا يجوز تعديله إلا بالطريقة المقررة لتعديل هذا النظام الأساسي.
مادة 5- الجنسية يحددها النظام. ولا يجوز إسقاط الجنسية أو سحبها إلا في حدود النظام كما لا يجوز إبعاد المواطن أو منعه من العودة إلى الوطن.
مادة 6- تعين الأنظمة علم الدولة وشعارها وشارتها وأوسمتها ونشيدها الوطني.

## الباب الثاني: مقومات المجتمع الأساسية
مادة 7- العدل والحرية والمساواة والتعاون والتراحم دعامات المجتمع.
مادة 8- الأسرة أساس المجتمع، قوامها الدين والأخلاق وحب الوطن وترعى الأنظمة تمكين أواصرها، وتحمى الأمومة والطفولة.
مادة 9- تصون الدولة التراث الإسلامي وشعائره ومناسكه ومقوماته الروحية ومثله الدينية وتعاليمه الخلقية.
مادة 10 – تكفل الدولة التعليم في حدود الأنظمة، ويستهدف التعليم تنمية شخصية المواطن، وإنشاء جيل سليم العقيدة، قوى الخلق، معتز بالتراث الإسلامي والعربي، مدرك لواجباته، قادر لمسؤولياته، مشبع بروح الأخوة والتضامن حتى يتاح لكل مواطن القيام بدور نافع نحو دينه ونحو وطنه ونفسه.
مادة 11 – التعلم ركن أساسي لرقى الجماعة، تكفله الدولة، وهو إلزامى مجانى في مرحلته الأولى على النحو المبين في النظام، ويرسم النظام الخطة اللازمة للقضاء على الأمية.
مادة 12 – ترعى الدولة العلوم والآداب والفنون، وتشجيع البحوث العلمية.
مادة 13 – تعني الدولة بالصحة العامة، وتعمل على أن تيسر للمواطنين التمتع بأفضل حالة ممكنة، وتتخذ الوسائل اللازمة للوقاية والعلاج من الأمراض والأوبئة.
مادة 14 – تكفل الدولة الحرية والأمن والطمأنينة في حدود الأنظمة.
مادة 15 – تهيئ الدولة للمواطنين تكافؤ الفرص والعون الاجتماعي في حدود الأنظمة.
مادة 16 – الملكية الخاصة مصونة، ويحمى النظام أداء وظائفها الاجتماعية.
مادة 17 – لا تنزع الملكية الخاصة إلا للمنفعة العامة مقابل تعويض عادل وعلى النحو المبين بالنظام، والميراث حق تحكمه الشريعة الإسلامية.
مادة 18 – المصادرة العامة للأموال محظورة، ولا تكون عقوبة المصادرة الخاصة إلا بحكم قضائي ووفقا للنظام.
مادة 19 – الملكية ورأس المال والعمل مقومات أساسية للثروة الوطنية، وهي جميعا حقوق فردية ذات وظيفة اجتماعية، تحددها الأنظمة على النحو الذي يحقق الخير العام.
مادة 20 – ينظم الاقتصاد الوطني وفقا لخطط مرسومة تقوم على أساس العدالة الاجتماعية، وتهدف إلى التنمية الاقتصادية وزيادة الإنتاج ورفع مستوى المعيشة وتحقيق الرخاء للمواطنين.
مادة 21 – النشاط الاقتصادى الخاص حر بلا إضرار بمصلحة المجتمع أو إخلال بأمن أو اعتداء على حريتهم أو كرامتهم، وذلك كله في حدود الأنظمة.
مادة 22 – تكفل الأنظمة المواءمة بين النشاط الاقتصادي العام والنشاط الاقتصادي الخاص تحقيقا لرقى المجتمع ومصالح الدولة ورخاء الشعب.
مادة 23 – تعني الدولة بتوفير العمل للمواطنين، والعمل واجب على كل مواطن يقتضيه الشرف والكرامة، وهو عنصر لازم للرخاء العام وازدهار الاقتصاد الوطني.
مادة 24 – يحدد النظام العلاقة بين العمال وأصحاب الأعمال على أسس اقتصادية تتفق وقواعد العدالة الاجتماعية في ظل العرف والتقاليد.
مادة 25 – إنشاء النقابات حق مكفول في حدود أهداف وطنية بعيدة عن كل نفوذ أجنبي، وللنقابات شخصية معنوية، وعليها بيان مصادر مواردها المالية، وذلك كله وفقا للنظام.
مادة 26 – الثروات الطبيعية سواء في باطن الأرض أو ظاهرها أو في المياه الإقليمية وجميع مواردها وقواعدها ملك للدولة، وهي التي ترعى استغلالها مع تقدير مقتضيات الدفاع والاقتصاد الوطني.
مادة 27 – للأموال العامة حرمة، وحمايتها واجب على كل مواطن.
مادة 28 – تعمل الدولة على تيسير مستوى لائق من المعيشة للمواطنين، قوامه تهيئة الغذاء والمسكن والخدمات الصحية والثقافية والاجتماعية في حدود الإمكانيات العامة للدولة.
مادة 29 – الوظائف العامة تكليف للقائمين بها، ويستهدف موظفو الدولة في أداء وظائفهم وقيامهم بواجباتهم المصلحة العامة، ولا يولى الأجانب الوظائف العامة إلا في الأحوال التي يبينها النظام.

## الباب الثالث: الحقوق والواجبات العامة
مادة 30 – الناس سواسية في الكرامة الإنسانية، وهم سواء أمام النظام في الحقوق والواجبات.
مادة 31 – الحرية الفردية مصونة في حدود الدين والنظام، ولا يجوز توقيف أحد أو حبسه أو تحديد أقامته أو نفيه إلا في الأحوال التي يبينها النظام.
مادة 32 – لا جريمة ولا عقاب إلا بناء على حكم شرعى أو نص في النظام، ولا يسرى هذا النظام إلا على الأفعال اللاحقة للعمل به.
مادة 33 – كل إنسان برئ إلى أن يثبت إدانته في محاكمة تؤمن له فيها الضمانات الضرورية للدفاع عن نفسه، ويحظر إيذاء المتهم جسديا أو معنويا وتكون المحاكمة علنية إلا في الأحوال الاستثنائية التي يبينها النظام.
مادة 34 – العقوبة شخصية، ولا تزر وازرة وزر أخرى.
مادة 35 – التقاضي حق مكفول لكل شخص وفقا لأحكام الشريعة والنظام.
مادة 36 – الدفاع، أصالة أو وكالة، حق مكفول أمام المحاكم كافة وفقا للشريعة والنظام.
مادة 37 – لا يجوز محاكمة مدني إلا أمام القضاء العادي، ويحظر محاكمته أمام محاكم خاصة أو استثنائية إلا في حالة الحرب أو الأحكام العرفية وفي الحدود والأوضاع التي يبينها النظام.
مادة 38 – لا يجوز في غير الخدمة العسكرية، فرض عمل إجباري على أحد بنظام ولضرورة قومية وبمقابل عادل، وذلك كله في الأحوال الآتية:
أ- القيام بالخدمات الثقافية والعمرانية والصحية.
ب – مكافحة الكوارث العامة التي تعرض سلامة الجماعة كلها أو بعضها للخطر.
مادة 39 – للمساكن حرمة، ولا يجوز دخولها بغير إذن أهلها إلا في الحدود التي تبيحها الشريعة ووفقا للإجراءات التي يبينها النظام.
مادة 40 – للرأى العام حرمته، ويحميه النظام مما ينحرف به عن الحقيقة أو يصرفه عن الخير العام أو يوقع العداوة والبغضاء بين أبناء الوطن أو يدعو إلى الإلحاد أو إلى انحلال الأخلاق أو إلى تقويض نظام الدولة الاجتماعى أو السياسى بالقوة.
مادة 41 – حرية الرأي والتراسل والاجتماع وتكوين الجمعيات مكفولة في حدود النظام، ولا يجوز إفشاء أسرار الخطابات والبرقيات والمخاطبات الهاتفية إلا في أحوال الضرورة التي يبينها النظام.
مادة 42 – الصحف والنشر حرة في حدود النظام.
مادة 43 – العدالة الاجتماعية أساس الضرائب والرسوم والتكاليف المالية العامة، ويكون فرضها وأداؤها وفقا للنظام.
مادة 44 – مخاطبة السلطات العامة حق لكل مواطن وفقا للنظام.
مادة 45 – يبين النظام وضع الأجانب في الدولة بمراعاة المعاهدات والعرف الدولى.
مادة 46 – تسليم اللاجئين السياسيين محظور.

## الباب الرابع: الملك
مادة 47 – الملك رئيس الدولة.
مادة 48 – السن اللازمة لممارسة الملك صلاحياته المنصوص عليها في هذا النظام الأساسى عشرون سنة هلالية.
مادة 49 – في حالة عدم بلوغ الملك السن المبينة بالمادة السابقة، أو تعذر ممارسته صلاحياته المنصوص عليها في هذا النظام الأساسى يباشر هذه الصلاحيات بصفة مؤقتة هيئة من ثلاث أعضاء، ويعين النظام الخاص بتوارث العرش والطريقة التي تتبع لاختيار أعضاء هذه الهيئة والأحكام التي تسرى في شأنهم.
مادة 50 – يعين الملك بمرسوم، في حالة غيابه عن المملكة، الشخص أو الهيئة التي تمارس صلاحياته مدة غيابه، ويجوز أن يتضمن هذا المرسوم تنظيما لممارسة هذه الصلاحيات نيابة عنه أو تحديدا لنطاقها.
مادة 51 – يؤدى الملك قبل ممارسته صلاحياته في جلسة خاصة للمجلس الوطنى اليمين الآتية:
“أقسم بالله العظيم أن أحافظ على أحكام الشرع الإسلامى وأن أحترم النظام الأساسى للمملكة وسائر أنظمتها وأن أصون استقلال الوطن وسلامة أراضيه”.
مادة 52 – يؤدى نائب الملك وعضو هيئة النيابة أو الوصاية، قبل مباشرته صلاحياته، اليمين المنصوص عليها في المادة السابقة مشفوعة بعبارة: ”وأن أكون مخلصا للملك”.
مادة 53 – جميع الصلاحيات المنوطة بالملك في هذا النظام الأساسى، أو في غيره من الأنظمة، يتولاها بواسطة مجلس الوزراء، بمراسم يوقعها إلى جانب توقيع الملك، رئيس مجلس الوزراء والوزراء المختصون، على أن تعيين رئيس مجلس الوزراء وقبول استقالته وإعفاءه يكون بأمر ملكى.
مادة 54 – رئيس مجلس الوزراء والوزراء المختصون هم المسؤولون وحدهم عن المراسيم وفقا لأحكام هذا النظام الأساسى.
مادة 55 – الملك يولى الوزراء ويعفيهم من مناصبهم، وذلك بناء على اقتراح رئيس مجلس الوزراء.
مادة 56 – للملك أن يرأس اجتماعات مجلس الوزراء.
مادة 57 – الملك يقبل اعتماد ممثلى الدول الأجنبية السياسيين.
مادة 58 – الملك يبرم المعاهدات بمراسيم، وتكون للمعاهدة قوة النظام بعد إبرامها والتصديق عليها ونشرها وفقا للأوضاع المقررة، وتبلغ هذه المعاهدات للمجلس الوطني مشفوعة بما يناسب من البيان.
على أن معاهدات الصلح والتحالف، والمعاهدات الخاصة بأراضى الدولة أو ثرواتها الطبيعية أو التي تتعلق بحقوق السيادة أو بحقوق المواطنين العامة أو الخاصة، ومعاهدات الإقامة، والمعاهدات التي تحمل خزانة الدولة شيئا من النفقات، والمعاهدات التي يكون فيها تعديل لأنظمة المملكة يجب لنفاذها أن تصدر بنظام.
مادة 59 – الملك يعلن الحرب بمرسوم بعد موافقة المجلس الوطنى.
مادة 60 – للملك أن ينزل، بمرسوم، الحق العام إزاء المحكوم عليه، وذلك بالعفو عن العقوبة أو تخفيضها، أما العفو الشامل فيكون بنظام.
مادة 61 – الملك ينشئ ويمنح الرتب وأوسمة الشرف المدنية والعسكرية على الوجه المبين بالنظام.
مادة 62 – تصك العملة باسم الملك وفقا للنظام.
مادة 63 – مخصصات الملك والأسرة المالكة تعين عند تولية الملك بنظام، وذلك لمدة حكمه، ويعين النظام مخصصات نائب الملك أو وصي العرش، على أن تصرف من مخصصات الملك.

## الباب الخامس: السلطة التنظيمية
مادة 64 – السلطة التنظيمية منوطة بالملك وفقا (للمادة 53) من هذا النظام الأساسي بالاشتراك مع المجلس الوطني.
مادة 65 – يتألف المجلس الوطني من مائة وعشرين عضوا، ويكون الثلثان منهم بالانتخاب والثلث الآخر بالتعيين.
مادة 66 – يحدد النظام عدد الأعضاء الذين ينتخبون للمجلس الوطنى عن كل مقاطعة، ويتولى الأعضاء المنتخبون في مجلس المقاطعة انتخاب ممثليهم في المجلس الوطني.
ولا يجوز الجمع بين عضوية المجلس الوطني والعضوية في مجالس المقاطعات أو المجالس البلدية.
مادة 67 – بالنسبة إلى الأعضاء المعينين في المجلس الوطني تتولى الهيئة المنصوص عليها في المادة السابقة تعيينهم من بين أفراد الأسرة المالكة وأعضاء مجلس الوزراء ورجال الدين ورؤساء العشائر والملاك والمشتغلين بالأعمال المالية والصناعية والتجارية والمهن الحرة والنقابات ومختلف الكفايات والمصالح.
مادة 68 – يعلن بمرسوم تأليف المجلس الوطني وفقا للأحكام المبينة في المواد السابقة.
مادة 69 – الوزراء الذين ليسوا أعضاء بالمجلس الوطني يحق لهم حضور جلساته والاشتراك في مناقشاته دون أن يكون لهم حق في التصويت.
مادة 70 – يشترط في عضو المجلس الوطني:
أ- أن يكون سعودي الجنسية بالمولد، أو أمضى على تجنسه عشر سنوات على الأقل.
ب – أن يكون تام الأهلية.
ت – ألا تقل سنه وقت الانتخاب أو التعيين عن خمسة وعشرون سنة هلالية.
ث – ألا يكون محكوما عليه لجناية أو بسبب جنحة ماسة بالذمة والشرف أو للشروع في جريمة من هذه الجرائم.
مادة 71 – مدة المجلس الوطني أربع سنوات هلالية من تاريخ أول اجتماع له، ويجرى التجديد خلال الستين يوما السابقة على نهاية تلك المدة والأعضاء الذين تنتهى مدة عضويتهم يجوز إعادة انتخابهم أو تعينهم.
مادة 72 – إذا خلا محل أحد أعضاء المجلس الوطني قبل نهاية مدته، بالوفاة أو الاستقالة أو غير ذلك من الأسباب، ينتخب أو يعين بدله على حسب الأحوال، وفقا للأحكام المنصوص عليها في (المادت 66 و67) من هذا النظام الأساسى، وذلك في خلال شهرين من تاريخ الخلو، وتكون مدة العضو الجديد لنهاية مدة سلفه.
مادة 73 – مقر المجلس الوطني مدينة الرياض، ويجوز عند الضرورة دعوته بمرسوم للانعقاد بمدينة أخرى في المملكة.
مادة 74 – مدة الدورة السنوية للمجلس الوطني ثمانية شهور على الأقل، ويجوز أن يكون الدور على فترتين.
مادة 75 – يدعى المجلس الوطني بمرسوم لعقد دور انعقاده العادى خلال شهر من كل عام، فإذا تأخر صدور مرسوم الدعوة اعتبر المجلس مدعوا للاجتماع في يوم السبت الثاني من الشهر التالي، فإن صادف هذا اليوم عطلة رسمية اجتمع في صباح أول يوم يلي تلك العطلة.
المادة 76 – يدعى المجلس الوطني بمرسوم كذلك لاجتماع غير عادي إذا رأى الملك ضرورة لاجتماعه أو إذا طلب ذلك كتابة أغلبية الأعضاء الذين يتألف منهم المجلس ولا يجوز في دور الانعقاد غير العادي أن ينظر المجلس في غير الأمور التي دعي من أجلها إلا بموافقة الوزارة.
مادة 77 – يفتتح الملك دور الانعقاد السنوي للمجلس الوطني ويلقى خطاب العرش متضمنا بيان أحوال البلاد وأهم الحوادث السياسية والأمور الإدارية التي جرت فيها خلال العام المنقضي، وما تعتزم الحكومة إجراءه من مشروعات وإصلاحات خلال العام الجديد.
وللملك عند الضرورة أن ينيب عنه في الافتتاح أو في القاء خطاب العرش ولى العهد أو رئيس مجلس الوزراء.
مادة 78 – يختار المجلس الوطنى لجنة من بين أعضائه لإعداد مشروع الجواب على خطاب العرش، متضمنا اتجاهات المجلس وأمانيه، وبعد إقراره من المجلس يرفع إلى الملك.
مادة 79 – يعلن الملك بمرسوم اختتام أدوار انعقاد المجلس الوطني.
مادة 80 – للملك أن يؤجل، بمرسوم اجتماع المجلس الوطنى لمدة لا تجاوز شهرا، ولا يتكرر التأجيل في دور الانعقاد الواحد إلا بموافقة المجلس ولمدة واحدة، ولا تحسب مدة التأجيل ضمن فترة الانعقاد.
مادة 81 – للملك أن يحل المجلس الوطني بمرسوم يبين فيه أسباب الحل، على أنه لا يجوز حله أكثر من مرة لسبب واحد، وإذا حل المجلس وجب تكوين المجلس الجديد واجتماعه في ميعاد لا يجاوز أربعة أشهر من تاريخ الحل.
مادة 82 – اجتماع المجلس في غير المكان أو الزمان المحددين لانعقاده بهذا النظام الأساسى غير مشروع، والقرارات التي تصدر فيه تكون باطلة.
مادة 83 – قبل أن يتولى عضو المجلس الوطني صلاحياته المنصوص عليها في هذا النظام الأساسى، يقسم أمام المجلس في جلسة علنية، أن يكون مخلصا للدين ثم للوطن والملك، مطيعا لأحكام الشرع الإسلامي وللنظام ولسائر أنظمة المملكة وأن يؤدي أعماله بالأمانة والصدق.
مادة 84 – يختار المجلس الوطني في أول اجتماع له رئيسا ووكيلين من بين أعضائه لمدة سنتين قابلة للتجديد. وإذا خلا مكان أي منهم قبل ذلك اختار المجلس من يحل محله إلى نهاية مدته.
مادة 85 – يؤلف المجلس خلال أسبوع من أول اجتماع له كل عام اللجان اللازمة لأعماله، ويجوز لهذه اللجان أن تباشر صلاحياتها خلال عطلة المجلس تمهيدا لعرضها عند اجتماعه.
مادة 86 – جلسات المجلس الوطني علنية، وتعقد سرية بناء على طلب الوزارة أو عشرة من الأعضاء، ثم يقرر المجلس ما إذا كانت تظل سرية أم لا.
مادة 87 -عضو المجلس الوطني يمثل الصالح العام لا أية مصلحة غيرها، ولا سلطان لأية هيئة عليه في عمله بالمجلس أو لجانه، ولا يجوز أن يطلب إليه أي أمر على سبيل الإلزام.
مادة 88 – عضو المجلس الوطني حر فيما يبديه من الآراء والأفكار بالمجلس أو لجانه في حدود هذا النظام الأساسي واللائحة الداخلية، ولا تجوز مؤاخذته عن ذلك بحال من الأحوال، على أنه تجوز محاكمته من أجل ما يقع منه في المجلس أو لجانه من القذف في الدين والحياة العائلية أو الخاصة لأى شخص كان.
مادة 89 – لا يجوز إسقاط عضوية أحد من أعضاء المجلس الوطنى إلا بقرار من المجلس يصدر بأغلبية ثلثى الأعضاء الذين يتألف منهم بناء على اقتراح يقدم كتابة من عشرة من الأعضاء، وذلك إذا فقد العضو الثقة أو الاعتبار أو أخل إخلالا خطيرا بواجبات منصبه أو انقطع شهرا عن حضور جلسات المجلس بدون عذر يقبله المجلس، ويكون التصويت على القرار بالاقتراع السري.
مادة 90 – لا يجوز أثناء دور الانعقاد، في غير حال الجرم المشهود، أن تتخذ نحو العضو إجراءات التحقيق أو التفتيش أو القبض أو الحبس أو أي إجراء جنائي آخر إلا بإذن المجلس، ويتعين إخطار المجلس بما قد يتخذ من إجراءات أثناء انعقاده على النحو السابق، كما يجب اخطاره دوما فور انعقاده بأى إجراء يتخذ في غيبته ضد أي عضو من أعضائه.
مادة 91 – المجلس الوطنى هو الذي يقبل الاستقالة من عضويته.
مادة 92 – تسري أحكام (المواد 117 و118 و119) من هذا النظام الأساسي في شأن ما يقع من أعضاء المجلس الوطني من جرائم في أثناء تأدية مهام عضويته.
مادة 93 – يشترط لصحة اجتماع المجلس الوطني حضور أكثر من نصف الأعضاء الذين يتألف منهم، وتصدر القرارات بالأغلبية المطلقة للأعضاء الحاضرين، وذلك في غير الحالات التي تشترط فيها أغلبية خاصة وعند تساوى الأصوات يرجح الجانب الذي فيه صوت الرئيس.
مادة 94 – تعطى الآراء بالتصويت شفويا وبطريقة القيام والجلوس أما الأنظمة كافة فتعطى الآراء فيها جهرا أثر النداء على الأعضاء بأسمائهم وتعطى الآراء سرا بناء على طلب الحكومة أو عشرين عضوا من أعضاء المجلس وفي جميع الأحوال لا تجوز الإنابة في التصويت.
مادة 95 – للملك، بمرسوم، ولأعضاء المجلس الوطنى حق اقتراح الأنظمة على أن الأنظمة المالية التي تهدف إلى تعديل ضريبة أو إلغائها أو الإعفاء منها أو من بعضها والتي تهدف كذلك إلى تخصيص جزء من أموال الدولة لمشروع ما وكذلك الأنظمة الخاصة بالقروض أو كفالتها أو صرفها، لا يجوز اقتراحها إلا بمرسوم أو بطلب موقع من عشرين عضوا من أعضاء المجلس الوطني.
مادة 96 – كل اقتراح بنظام يجب قبل مناقشته في المجلس أن يحال إلى أحد لجانه لفحصه وتقديم تقرير عنه، ولا يجوز أن يؤخذ رأي المجلس فيه مادة مادة إلا بعد عرضه على لجنة الأنظمة بالمجلس.
مادة 97 – كل نظام أقره المجلس الوطني وفقا لهذا النظام الأساسي يرفع إلى الملك للتصديق عليه وإصداره، ويكون التصديق والإصدار بمرسوم.
وللملك في مدى شهر من تاريخ رفع مشروع النظام إليه، أن يرده للمجلس مشفوعا بالاعتبارات التي تشير بإعادة بحثه في ضوئها، وإن أقره المجلس من جديد، بأغلبية الأعضاء الذين يتألف منهم صار له حكم النظام وأصدره ومشروع النظام الذي يرفضه المجلس لا يجوز إعادة بحثه في دور الانعقاد ذاته.
مادة 98 – إذا وقع في غيبة المجلس الوطني ما يوجب الإسراع لاتخاذ تدبير لا تحتمل التأخير، فللملك أن يصدر في شأنها مراسيم تكون لها قوة النظام بشرط ألا تكون مخالفة لأحكام هذا النظام الأساسي أو الاعتمادات الواردة في الميزانية ويجب عرض هذه المراسيم على المجلس الوطنى خلال شهر على الأكثر من تاريخ صدورها، فإذا لم تعرض على هذا النحو أو لم يقرها المجلس زال بأثر رجعي ما كان لها من قوة النظام، وللمجلس اعتماد نفاذها في الفترة السابقة أو تسوية ما ترتب عليها من آثار.
مادة 99 – لا يجوز لعضو المجلس الوطني أن يتدخل في عمل من أعمال أي من السلطتين التنفيذية أو القضائية.
مادة 100 – لكل عضو من أعضاء المجلس الوطنى أن يوجه إلى رئيس مجلس الوزراء وإلى الوزراء أسئلة لاستيضاح الأمور الداخلية في اختصاصاتهم، ويجب الرد على هذه الأسئلة، ويتعين أن يكون الرد خطيا يودع مكتب المجلس كلما طلب السائل ذلك، وللسائل وحده أن يعلق على الإجابة.
مادة 101 – لكل عضو من أعضاء المجلس الوطنى أن يوجه إلى رئيس الوزراء وإلى الوزراء استجوابات عن الأمور الداخلية في اختصاصاتهم.
ولا يجوز طلب عدم الثقة بمن وجه إليه الاستجواب إلا بناء على اقتراح عشرة من أعضاء المجلس، كما لا يجوز أن يصدر المجلس قراره في هذا الطلب قبل أسبوع من تقديمه.
ويكون سحب الثقة بأغلبية ثلثى الأعضاء الذين يتألف منهم المجلس إن كان متعلقا برئيس الوزارة، وبأغلبية هؤلاء الأعضاء إن كان خاصا بأحد الوزراء.
ورئيس مجلس الوزراء أو الوزير الذي يفقد ثقة المجلس الوطنى يعتبر مستقيلا من صدور قرار عدم الثقة به.
مادة 102 – يجوز بناء على طلب كتابي موقع من عشرة أعضاء، طرح موضوع عام للمناقشة لاستيضاح سياسة الحكومة في شأنه وتبادل الرأى فيه، ولسائر الأعضاء حق الاشتراك في المناقشة.
مادة 103 – للمجلس الوطني إبداء رغبات للحكومة في المسائل العامة، وفي حالة تعذر الأخذ بهذه الرغبات تحيط الحكومة المجلس علما بأسباب ذلك.
مادة 104 – يسمع رئيس مجلس الوزراء في المجلس الوطني كلما طلبوا الكلام، ولهم أن يستعينوا بمن يرون من كبار الموظفين أو ينيبوهم عنهم.
مادة 105 – توضع بنظام، لائحة داخلية للمجلس الوطني تبين طريقة السير في تأدية أعماله، ويضع المجلس الأحكام التفصيلية تنفيذا لذلك النظام.
مادة 106 – حفظ النظام في داخل المجلس الوطني منوط برئيسه.
مادة 107 – مخصصات رئيس المجلس الوطني ووكيليه وأعضائه تعين بنظام، وفي حالة تعديل هذه المخصصات لا ينفذ هذا التعديل إلا إثر التجديد التالي للمجلس.
ولا يجوز لعضو المجلس الذي يشغل وظيفة عامة أن يجمع بين مخصصات العضوية ومرتبات الوظيفة.
مادة 108 – لا يمنح أعضاء المجلس الوطني رتبا أو نياشين أثناء مدة عضويتهم، ويستثنى من ذلك الأعضاء الذين يتقلدون مناصب حكومية أو وظائف عامة، كما يستثنى الرتب والنياشين العسكرية.

## الباب السادس: السلطة التنفيذية
الفصل الأول: 
الوزارة
مادة 109 – مجلس الوزراء يرسم السياسة العامة للحكومة وفقا لأحكام هذا النظام الأساسي، ويسأل رئيس مجلس الوزراء والوزراء أمام الملك والمجلس الوطني عن تنفيذ هذه السياسة وعن سير العمل في الإدارات الحكومية.
مادة 110 – تشترط فيمن يولى الوزارة الشروط المنصوص عليها في (المادة 70) من هذا النظام الأساسي.
مادة 111 – قبل أن يتولى رئيس مجلس الوزراء والوزراء صلاحياتهم المنصوص عليها في هذا النظام الأساسي يؤدون أمام الملك اليمين الآتية:
“أقسم بالله العظيم أن أكون مخلصا لدينى ثم للوطن والملك، وأحافظ على أحكام الشرع الإسلامي وأحترم النظام الأساسي للمملكة وسائر أنظمتها، وأن أؤدى أعمالى بالأمانة والصدق”.
مادة 112 – تتقدم كل وزارة فور تأليفها إلى المجلس الوطني ببيان عن سياستها العامة للحصول على ثقته.
مادة 113 – يحدد النظام الوزارات، ويبين المهام المنوطة بكل منها وطريقة العمل فيها.
مادة 114 – الوزراء مسؤولون لدى رئيس مجلس الوزراء، يسأل رئيس الوزراء أمام الملك، وذلك كله بمراعاة حكم (المادة 101) من هذا النظام الأساسي.
مادة 115 – يقوم كل وزير في وزارته على تنفيذ السياسة العامة للحكومة، ويتولى على وجه الخصوص رسم الاتجاهات العامة لوزارته والإشراف على تنفيذها.
مادة 116 – لا يجوز للوزير أثناء توليه الوزارة أن يلى أية وظيفة عامة أخرى أو أن يزاول، ولو بطريق غير مباشر، مهنة حرة أو عملا صناعيا أو تجاريا أو ماليا، كما لا يجوز له أن يسهم في التزامات تعقدها الإدارات العامة أو المؤسسات التابعة لها.
ولا يجوز له كذلك أن يشترى أو يستأجر مالا من أموال الدولة ولو بطريق المزاد العلنى، ولا أن يؤجرها أو يبيعها شيئا من أمواله أو أن يقاضيها عليه.
مادة 117 – تبين بنظام خاص الجرائم التي تقع من الوزراء في تأدية أعمال وظيفتهم، وإجراءات اتهامهم ومحاكمتهم، وذلك دون إخلال بتطبيق سائر الأنظمة في شأن ما يقع من الأفعال والجرائم.
مادة 118 – تكون محاكمة الوزراء عن الجرائم التي تقع منهم في تأدية أعمال وظائفهم أمام مجلس الدولة النصوص عليه في (المادة 182) من هذا النظام الأساسي.
مادة 119 – لا يجوز العفو عن الوزير المحكوم عليه وفقا للمادة السابقة إلا بنظام.
مادة 120 – استقالة رئيس مجلس الوزراء أو إعفاؤه استقالة أو إعفاء لسائر الوزراء.
مادة 121 – يوقع قرارات مجلس الوزراء رئيس المجلس والوزراء، وترفع هذه القرارات إلى الملك للتصديق عليها في الأحوال التي تقتضي صدور مراسيم في شأنها، وذلك كله في الحدود التي تعنيها الأنظمة.
وينفذ المراسيم والقرارات رئيس الوزراء والوزراء كل في حدود اختصاصه.
مادة 122 – توضع بمراسيم اللوائح اللازمة لتنفيذ الأنظمة بما لا يتضمن تعديلا فيها أو تعطيلا لها أو إعفاء من تنفيذها.
ويجوز أن يعين النظام أداة غير المرسوم لإصدار اللوائح اللازمة لتنفيذه.
مادة 123 – توضح بمراسيم لوائح الضبط واللوائح اللازمة لترتيب المصالح والإدارات العامة بما لا يتعارض من الأنظمة.
مادة 124 – تضع الأنظمة أحكام الوظائف العامة مدنية وعسكرية وسياسية، وتبين القواعد الخاصة بمن يولونها وصلاحياتهم وتبعاتهم.
مادة 125 – تحدد بنظام مخصصات رئيس مجلس الوزراء والوزراء.
مادة 126 – تضع الأنظمة الأحكام الخاصة بالإدارة المحلية والمؤسسات العامة، وتبين صلاحيتها ومدى اختصاصها بشؤونها المحلية أو المصلحية، وما تقوم به السلطة التنفيذية إزاءها من توجيه ومعاونة فنية ومالية، وما تمارسه هذه السلطة في شأنها من إشراف، مع مراعاة العرف والتقاليد.
الفصل الثاني:
الشؤون المالية
مادة 127 – إنشاء الضرائب العامة وتعديلها وإلغاؤها لا يكون إلا بنظام. ولا يعفى أحد من أدائها كلها أو بعضها في غير الأحوال المبينة بالنظام، ولا يجوز تكليف أحد بأداء غير ذلك من الضرائب والرسوم والتكليف إلا في حدود الأنظمة.
مادة 128 – تحدد بالنقد الضرائب والرسوم والتكاليف المالية، ولا يجوز فرض أي منها عينا إلا في الأحوال التي يبينها النظام.
مادة 129 – جميع ما يحصل من إيرادات الدولة يجب أن يؤدى إلى الخزانة وأنه يدخل في موازنة الدولة العامة ما لم ينص النظام على موازنة مستقلة، ولا يجوز تخصيص أي إيراد من الإيرادات العامة لوجه معين بذاته من وجوه الصرف إلا بنظام.
مادة 130 – الأحكام الخاصة بجباية الأموال العامة وصرفها تبين بنظام.
مادة 131 – القروض تعقد بنظام، ولا يجوز للدولة أن تقرض أو تكفل قرضها إلا بنظام.
مادة 132 – لا يجوز الارتباط بمشروع يترتب عليه إنفاق مبالغ من خزانة الدولة في سنة أو سنوات مقبلة إلا بنظام.
مادة 133 – العقارات المملوكة للدولة يبين النظام شروط التصرف فيها، كما يعين الحدود التي يجوز فيها النزول عن شئ من أموال الدولة المنقولة ويبين النظام كذلك أحكام إدارة الأوقاف العامة.
مادة 134 – المرتبات والمعاشات والتعويضات والإعانات والمكافآت التي تقرر على خزانة الدولة يعينها النظام ويبين حالات الاستثناء في شأنها والسلطات التي تتولى تطبيقها.
مادة 135 – كل التزام باستثمار مورد من موارد الثروة الطبيعية أو مرفق من المرافق العامة يجب أن يكون بنظام ولزمن محدد، ويكفل النظام تيسير البحث والكشف وتحقيق العلانية والمنافسة.
مادة 136 – كل احتكار لا يمنح إلا بنظام وإلى زمن محدد.
مادة 137 – تضع الأنظمة الأحكام الخاصة بشؤون النقد والمصارف والمقاييس والكيل والميزان.
مادة 138 – السنة المالية للدولة تعين بنظام.
مادة 139 – الموازنة السنوية الشاملة لإيرادات الدولة ومصروفاتها تعدها الحكومة وتقدمها إلى المجلس الوطني قبل انتهاء السنة المالية بثلاثة شهور على الأقل لفحصها وإقرارها.
مادة 140 – تكون مناقشة الموازنة في المجلس الوطني باباً باباً.
مادة 141 – للمجلس الوطني عند مناقشة مشروع الموازنة العامة أو الأنظمة المعدلة لها أن يقترح تعديل التقديرات المعروضة عليه بحسب ما يراه موافقا للمصلحة العامة.
مادة 142 – يجوز أن ينص نظام الموازنة السنوية على تخصيص مبالغ معينة لأكثر من سنة واحدة إذا اقتضت ذلك طبيعة المصرف، على أن تدرج في الموازنات المتعاقبة الاعتمادات الخاصة بكل منها.
مادة 143 – لا يجوز أن يتضمن نظام الموازنة السنوية أي نص يسمح بتجاوز الحد الأقصى لتقديرات الإنفاق الواردة به.
مادة 144 -لا يجوز أن يتضمن نظام الموازنة أي نص من شأنه إنشاء ضريبة جديدة أو زيادة في ضريبة موجودة أو تعديل نظام من الأنظمة القائمة أو تفادى إصدار نظام خاص في أمر نص هذا النظام الأساسي على وجوب صدور نظام في شأنه.
مادة 145 – تصدر الموازنة العامة بنظام.
مادة 146 – إذا لم يصدر نظام الموازنة الجديدة قبل بدء السنة المالية يعمل بالموازنة السابقة إلى حين صدوره.
ومع ذلك يجوز العمل مؤقتا بما أتم المجلس الوطني مناقشته وإقراره من أبواب الموازنة الجديدة.
مادة 147 – لا يجوز فض دور الانعقاد السنوي إلا بعد الانتهاء من مناقشة الموازنة وإقرارها.
مادة 148 – كل مصرف غير وارد بالموازنة أو زائد على التقديرات الواردة بها يجب أن يكون بنظام، وكذلك نقل أي مبلغ من باب إلى آخر من أبواب الموازنة.
مادة 149 – يجوز في غير دور انعقاد المجلس الوطنى تقرير المصروف ونقل المشار إليها في المادة السابقة بمرسوم، وكذلك كل مصروف غير وارد بالموازنة أو زائد على التقديرات الواردة بها إذا كان ذلك لضرورة عاجلة، وكل ذلك في الحدود التي توضع في هذا الشأن بنظام.
مادة 150 – يبين النظام الموازنات المستقلة، عامة أو محلية، وتجرى عليها الأحكام الخاصة بالموازنة العامة.
مادة 151 – إجراءات صرف الأموال العامة فيما خصصت له وتنظيم مستودعات الدولة توضع بمراسيم.
مادة 152 – تقدم الحكومة إلى المجلس الوطني بيانا عن الحالة المالية للدولة مرة على الأقل في خلال الدور العادي.
مادة 153 – الحساب الختامي للإدارة المالية عن العام المنقضي يقدم إلى المجلس الوطني خلال الثلاثة شهور التالية لانتهاء السنة المالية للنظر فيه وإقراره.
مادة 154 – ينشأ بنظام ديوان للمراقبة المالية، يعاون الحكومة والمجلس الوطنى في رقابة تحصيل إيرادات الدولة وإنفاق مصروفاتها في حدود الموازنة العامة والموازنات المستقلة، ولكل من الحكومة والمجلس الوطني أن يعهد إلى الديوان بالبحوث والتحقيقات المتصلة بهذه الرقابة، وكل ذلك على النحو الذي يبينه النظام.
مادة 155 – ينشأ بنظام مجلس أعلى للتخطيط يتولى دراسة ثروات البلاد ومواردها واقتراح الخطط والمناهج لتنمية مصادرها الزراعية والصناعية والتجارية واستثمارها وتوفير العمل للمواطنين كما يتولى بحث ما تحيله إليه الحكومة والمجلس الوطنى في رقابة تحصيل إيرادات الدولة والإنفاق الاقتصادي وبموارد الثروة العامة وبالشؤون الإدارية والعمرانية والاجتماعية والصحية والثقافية وغيرها من وجوه التخطيط.
ويبين النظام أحكام هذا المجلس وصلاحياته. وتصدر الخطة العامة للتنمية بنظام.
مادة 156 – يجوز أن يتقرر بنظام استقلال مالي لمشروع أو مرفق عام يبين النظام صلاحيته ومدى استقلاله.
الفصل الثالث:
الشؤون العسكرية
مادة 157 – السلام هدف الدولة الأسمى، والحرب الهجومية محرمة.
مادة 158 – سلامة الوطن أمانة في عنق كل مواطن، وهي جزء من سلامة الوطن العربي الكبير.
مادة 159 – الدفاع عن الوطن فريضة، وأداء الخدمة العسكرية شرف للمواطنين، والأحكام الخاصة بكل ذلك يبينها النظام.
مادة 160 – القوات المسلحة مهمتها حماية الوطن والمحافظة على سيادته وأمنه والذود عن أراضيه.
مادة 161 – الملك هو القائد الأعلى للقوات المسلحة.
مادة 162 – الدولة وحدها هي التي تنشئ القوات المسلحة ولا يجوز لأية هيئة أو جماعة إنشاء تشكيلات عسكرية أو شبه عسكرية.
مادة 163 – القوات المسلحة وهيئات الأمن العام يرتبها النظام ويبين ما لها من صلاحيات.
مادة 164 – الخدمة في القوات المسلحة يرتبها النظام ويبين شروطها وسائر الأحكام الخاصة بمن يولون وظائفها.
مادة 165 – التعبئة العامة أو الجزئية تكون بنظام.
مادة 166 – ينشأ مجلس أعلى للدفاع الوطنى برئاسة الملك أو من ينيبه، مهمته النظر في الشؤون الخاصة بوسائل حماية الوطن والمحافظة على سيادته وأمنه والذود عن أراضيه، والإشراف على القوات المسلحة، يبين النظام أحكام هذا المجلس وصلاحياته.

## الباب السابع: السلطة القضائية
مادة 167 – العدل أساس الملك.
مادة 168 -القضاة يحكمون بين الناس بالقسط، ويؤدون الأمانة بوحي من ضمائرهم، ولا سلطان عليهم في قضائهم.
مادة 169 – شرف القضاة ونزاهة القضاة وتجردهم ملاذ للحقوق والحريات، وضمان لتوطيد أركان المجتمع، وتأمين للحكم وسلامته.
مادة 170 – القضاء مستقل، ولا يجوز لأية سلطة التدخل في سير العدالة ويبين النظام الأحكام بضمانات القضاة وأحوال عدم قابليتهم للعزل.
مادة 171 – لا يجوز الجمع بين وظيفة القضاء وأية وظيفة عامة أخرى.
مادة 172 – ترتيب المحاكم ودرجاتها ووظائفها وصلاحياتها يعينها النظام.
مادة 173 – المحاكم العسكرية يرتبها النظام ويبين صلاحياتها والأحكام التي تطبقها والشروط الواجب توافرها فيمن يولون القضاء فيها ولا يكون لهذه المحاكم اختصاص في غير حالة الحكم العرفي إلا في الجرائم العسكرية التي تقع من أفراد القوات المسلحة وقوات الأمن وذلك في الحدود التي يقررها النظام.
مادة 174 – المحاكمات أمام المحاكم علنية، ولا يجوز إجراؤها سرية إلا في الأحوال الاستثنائية التي يبينها النظام.
مادة 175 – حق التقاضى مكفول للناس كافة ولا يمنع أحد من مراجعة المحاكم، ولا يجبر على مراجعة محكمة غير المختصة بقضية إلا في الأحوال التي يبينها النظام.
مادة 176 – تصدر جميع أحكام المحاكم معللة.
مادة 177 – يجرى تنفيذ الحدود الشرعية بعد تصديق الملك على الأحكام القضائية الصادرة بها.
مادة 178 – تنشأ بنظام نيابة عامة تلحق وزارة العدل، وتتولى الدعوى العمومية باسم المجتمع وتقوم على حراسة العدالة وتسهر على تطبيق الحدود الشرعية والأنظمة وملاحقة مخالفيها وتنفيذ الأحكام.
ويرتب النظام هذه الهيئة ويبين صلاحياتها وشروطها من يولون وظائفها وضماناتها.
مادة 179 – تشرف النيابة العامة على رجال الشرطة القضائية وفقا للنظام.
مادة 180 – يكون للقضاء مجلس أعلى، يرتبه النظام ويبين صلاحياته.
مادة 181 – تنشأ بنظام هيئة لإدارة قضايا الحكومة ولتمثيلها أمام جهات القضاء.
مجلس الدولة
مادة 182 – ينشأ مجلس دولة بنظام يبين طريقة تأليفه وكيفية تشكيل دوائره والإجراءات التي تتبع أمامه، ويقرر الضمانات التي تكفل استقلاله.
ولا يجوز إعفاء أحد من مستشارى مجلس الدولة أو وقفه عن عمله إلا بناء على قرار من الجمعية العمومية للمجلس المذكور بأغلبية الأعضاء الذين تتألف منهم، ولا يكون ذلك إلا بسبب عجز صحى عن العمل أو إهمال خطير في أدائه.
مادة 183 – يختص مجلس الدولة وحده بالفصل في الدعاوي المتعلقة بمطابقة الأنظمة واللوائح لأحكام هذا النظام الأساسى، وكذلك في الاختلاف بين السلطات أو الهيئات العامة على تطبيق أحكام أو تفسير نصوصه.
مادة 184 – إذا رأت إحدى المحاكم أن الفصل في قضية منظورة أمامها يتوقف على الفصل في مطابقة نظام أو لائحة لأحكام هذا النظام الأساسي، توقف نظر القضية وتحيل هذا الأمر إلى مجلس الدولة للبت فيه بصورة مبرمة.
مادة 185 – تخصص من دوائر مجلس الدولة دائرة للفصل في الدعاوي الإدارية التي تقوم بين جهات الإدارة والأفراد أو فيما بين الهيئات الإدارية ذات الشخصية المعنوية، وتكون لهذه الدائرة ولاية الحكم في صدد القرارات الباطلة بالإلغاء وبالتعويض.
مادة 186 – يبين النظام طريقة البت في الخلاف على الاختصاص بين جهات القضاء وفي تنازع الأحكام.
مادة 187 – يختص مجلس الدولة كذلك بإبداء الرأى فيما تحيله إليه الحكومة من مسائل تنظيمية أو إدارية أو دولية هامة، وذلك فضلا عن الصلاحيات الأخرى التي تعهد الأنظمة بها إلى هذا المجلس بما لا يتنافى مع أحكام هذا النظام الأساسي.

## الباب الثامن: أحكام عامة وأحكام وقتية
مادة 188 – للملك ولكل من مجلس الوزراء والمجلس الوطني حق اقتراح تنقيح هذا النظام الأساسى بتعديل أو حذف حكم أو أكثر من أحكامه أو بإضافة أحكام أخرى.
ويجب أن يحدد الاقتراح المواد المطلوب تنقيحها والأسباب الموجبة لذلك. فإذا كان الاقتراح من المجلس الوطني وجب أن يكون موقعا من ثلث الأعضاء الذين يتألف منهم.
وفي جميع الأحوال يشترط أن يوافق على مبدأ التنقيح الملك ومجلس الوزراء والمجلس الوطنى بأغلبية الأعضاء الذين يتألف منهم.
فإذا تم ذلك يكون إقرار موضوع التنقيح في المجلس الوطني بأغلبية ثلثى الأعضاء الذين يتألف منهم المجلس، ولا يكون التنقيح نافذا إلا بعد تصديق الملك عليه وإصداره، ويكون التصديق والإصدار بمرسوم.
وإذا رفض الاقتراح من حيث المبدأ أو من حيث موضوعه فلا يجوز عرضه من جديد قبل سنة على هذا الرفض.
مادة 189 – الأحكام الخاصة بشكل الحكومة الملكي لا يجوز اقتراح تنقيحها.
مادة 190 – الأحكام الخاصة بمبادئ العدل والحرية والمساواة لا يجوز أن يقترح الانتقاص منها.
مادة 191 – صلاحيات الملك المنصوص عليها في هذا النظام الأساسي لا يجوز اقتراح تنقيحها في فترة الوصاية على العرش.
مادة 192 – كل نظام يحد حقا من حقوق المواطنين الأساسية المنصوص عليها في هذا النظام الأساسي يجب أن يشير صراحة إلى هذا الحق وأن يعين المادة المتعلقة به ولا يجوز لأية حال أن يتضمن النظام نصوصا تجعله يلغى عملها أي حق من هذه الحقوق.
مادة 193 – في حالة الحرب أو وقوع اضطرابات تخل بالأمن إخلالا خطيرا، أو تهدد البلاد بأخطار جسيمة، أو تعطل سير الخدمات القومية الضرورية، يجوز لملك، بموافقة مجلس الوزراء، لتأمين حياة الشعب وسلامته، إعلان الأحكام العرفية، على أن يعرض هذا الإعلان في مدى أسبوع على المجلس الوطني للنظر في استمرار الأحكام العرفية أو عدم استمرارها، وإذا كان المجلس غير منعقد دعي للالتئام في ذلك الميعاد ويجوز أن تحدد الأحكام العرفية بمنطقة معينة أو لمواجهة حوادث معينة، ويجب توقيتها بزمن معين لا تتجاوز إلا بنظام، كما يجوز بمرسوم إنهاء الأحكام العرفية قبل الموعد المحدد لها.
ويبين النظام الصلاحيات الاستثنائية الضرورية التي تمارسها الهيئات القائمة على تنفيذ الأحكام العرفية، ومدى ما يلزم من تعاون بينها وبين المجلس الوطني، والضمانات التي تكفل الحقوق والحريات العامة في حدود مقتضيات الأحكام العرفية.
ويجب على الهيئة القائمة على تنفيذ الأحكام العرفية أن تودع مكتب المجلس الوطنى ما تصدره من الأوامر التنظيمية فور صدورها وتكون ممارسة القائمين على تنفيذ الأحكام العرفية صلاحيتهم خاضعة للرقابة القضائية.
ولا يجوز بحال إعفاء المسؤولين من الوزراء وغيرهم من المسؤولية المدنية والجنائية المترتبة على ما يقع منهم من مخالفات في ممارستهم للصلاحيات المقررة لهم بمقتضى الأحكام العرفية.
مادة 194 – لا يجوز بحال تعطيل حكم من أحكام هذا النظام الأساسى إلا أن يكون ذلك وقتيا في زمن الحرب أو في أثناء قيام الأحكام العرفية وعلى الوجه الذي يبينه النظام.
وعلى أية حال لا يجوز تعطيل اجتماعات المجلس الوطني متى توافرت شروط اجتماعه المنصوص عليها بهذا النظام الأساسي، كما لا يجوز المساس بما يقرره لأعضاء المجلس المذكور من ضمانات.
مادة 196 – تنشأ جريدة للدولة تسمى”الجريدة الرسمية” تصدر دوريا متضمنة الأوامر الملكية والمراسيم واللوائح وقرارات مجلس الوزراء وأعمال المجلس الوطنى وأهم القرارات الوزارية والمناقصات والمزادات العامة وغيرها من الأمور المتعلقة بشؤون الدولة.
مادة 197 – تنشر الأنظمة في الجريدة الرسمية خلال أسبوعين من يوم إصدارها، ويكون النظام نافذا في جميع أنحاء المملكة بعد نشره بثلاثين يوما، ويجوز تقصير هذا الميعاد أو مده بنص صريح في النظام.
مادة 198 – لا تجرى الأنظمة إلا على ما يقع من تاريخ نفاذها، ولا يترتب عليها أثر فيما قبل هذا التاريخ، ويجوز في غير المواد الجنائية النص في النظام على خلاف ذلك.
مادة 199 – كل ما قررته الأوامر الملكية والأنظمة والمراسيم واللوائح والقرارات من أحكام العمل بهذا النظام الأساسى يظل صحيحا ويبقى نافذا إلى أن يعدل أو يلغى وفقا للقواعد والإجراءات المقررة في هذا النظام الأساسى، وبشرط ألا يتعارض مع نص من نصوصه.
مادة 200 – يعمل بهذا النظام الأساسي وتنفيذ أحكامه في جميع أنحاء المملكة من تاريخ نشره